# تيدإكس طرفاية

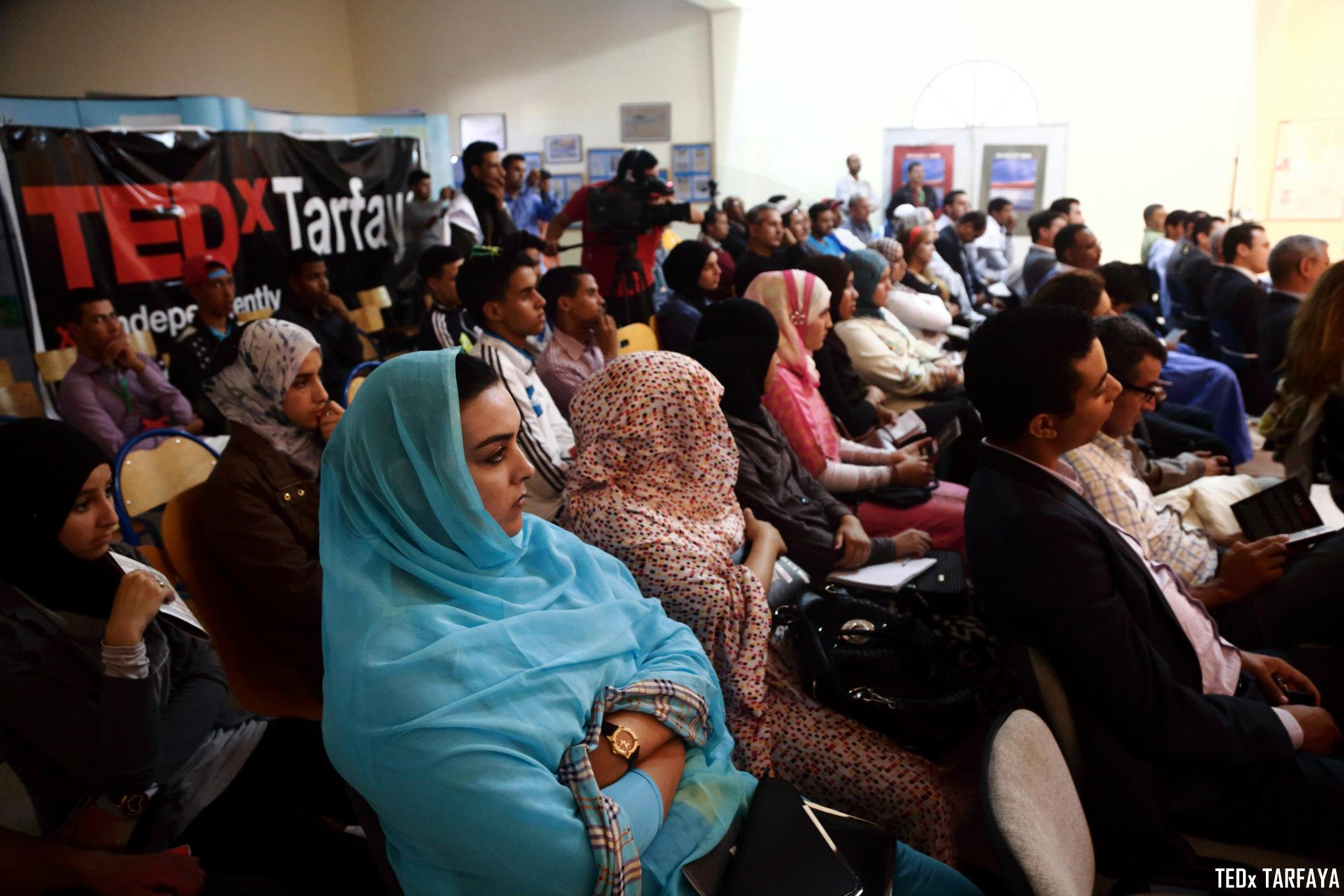
بعض الحاضرين أثناء مؤتمر تيدإكس طرفاية، قاعة متحف أنطوان دو سانت إكزوبيري ماي 2013.

تيدإكس طرفاية (بالإنجليزية: TEDxTarfaya)‏ هو مؤتمر منظم محليا بمدينة طرفاية تابع لسلسلة مؤتمرات تيد العالمية، وهو الأول من نوعه في الصحراء، أقيمت النسخة الأولى لمؤتمر تيدإكس طرفاية في العام 2013 وتمت إقامته في قاعة متحف أنطوان دو سانت إكزوبيري بتاريخ 04 ماي 2013.

## الأصول

شعار تيد

تيد (بالإنجليزية: TED)‏ هي اختصار لتكنولوجيا، ترفيه وتصميم (بالإنجليزية: Technology Entertainment and Design)‏ وهي سلسلة من المؤتمرات العالمية التي ترعاها «مؤسسة سابلنج الأمريكية» وهي مؤسسة غير ربحية خاصة شعارها «أفكار تستحق الانتشار».
عام 2009 بدأ تيد منح تراخيص لأطراف ثالثة مستقلة لتنظيم مؤتمرات تيد على الصعيد الدولي  jتحت تسمية تيدإكس وهو برنامج فعاليات محلية منظمة تجمع الناس ليتشاركوا معاً في تجربة شبيهة بمؤتمر تيد من منطلق (الأفكار التي تستحق النشر) ففي فعاليات تيدإكس يتم دمج محادثات تيد المتلفزة مع متحدثّين امام الجمهور، من اجل خلق نقاش وارتباط عميقين ضمن مجموعة صغيرة. ويطلق على هذه الفعاليات المحلية التي تنظّم بشكل مستقل ب (تيدإكس) حيث يشير (إكس) إلى فعالية تيد مستقلة التنظيم.
يحظر على مؤتمرات تيدإكس (بالإنجليزية: TEDx)‏ التربح من إقامة هذه المؤتمرات، على الرغم من أنه في بعض الأحيان يمكن فرض رسوم (100 دولار كحد أقصى) لتغطية تكاليف تنظيم المؤتمر. التراخيص مجانية، ولكن يتم فحصها من قبل تيد قبل إعطاء الامتياز كونه يخضع لشروط. تيدإكس لاتدفع للمتكلمين ويجب أن توافق تيد على إعطاء الحق في تحرير وتوزيع تقديمها بموجب ترخيص التشارك الإبداعي. في نهاية عام 2012، تم عرض أكثر من 16,000 محاضرة في أكثر من 5,000 مؤتمر تيدإكس في 1,200 مدينة في 133 دولة. وفي يونيو 2012، جرى تنظيم خمس فعاليات تيدإكس في المتوسط يوميا، في واحدة من 133 بلدا.

## فريق العمل
عادة ما ينظم مؤتمرات تيد مجموعة من المتطوعين ينقسمون إلى فرق عمل معينة لتنظيم المؤتمر.وتنقسم فرق العمل إلى التخصصات التالية:
- مجلس الإدارة (بالإنجليزية: Board)‏
- فريق الخدمات اللوجستية (بالإنجليزية: Logistics Team)‏
- فريق تنظيم الرعاة (بالإنجليزية: Sponsoring team)‏
- فريق التسجيل (بالإنجليزية: Registration Team)‏
- فريق تنظيم المتحدثين (بالإنجليزية: Speakers Organizing Team)‏
- فريق الترفيه (بالإنجليزية: Entertainment Team)‏
- فريق التنظيم الإعلامي (بالإنجليزية: Media Team)‏
- فريق التواصل الاجتماعي (بالإنجليزية: Social Media Team)‏
- فريق تنظيم المسرح (بالإنجليزية: Stage Preparation Team)‏
- فريق التصميم (بالإنجليزية: Designing Team)‏
- فريق المصورين (بالإنجليزية: Photographers Team)‏
- فريق تطوير الإنترنت (بالإنجليزية: Web Developing Team)‏

## تيدإكس طرفاية 2013
أُقيم بتاريخ 04 ماي 2013 في قاعة متحف أنطوان دو سانت إكزوبيري. كان عدد المتحدثين 6 متحدثين وهم:
- خوليو باربوسا.
- سابين بلن.
- غزلان إشودار.
- مربيه رب شيبة.
- السالك عويسة.
- فرونسواز باستيد.

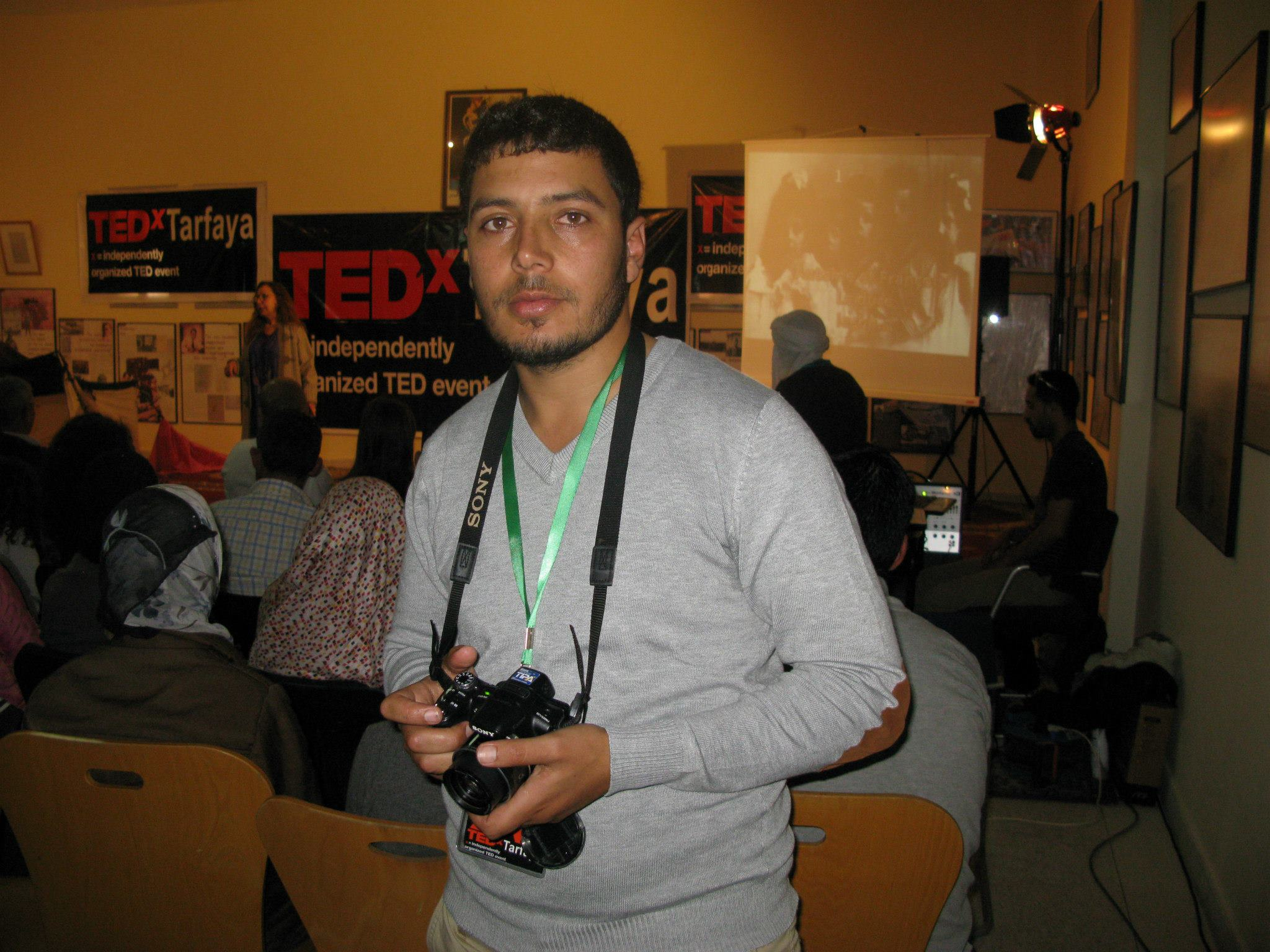
حسن عفان، المشرف على فريق المصورين بتيدإكس طرفاية، طرفاية، المغرب.

أشرف على تنظيم النسخة الأولى لمؤتمر تيدإكس طرفاية (بالإنجليزية: TEDxTarfaya)‏ مجموعة من المتطوعين ينقسمون إلى فرق عمل قصد تنظيم المؤتمر وهي:
- فريق الخدمات اللوجستية (بالإنجليزية: Logistics Team)‏ بقيادة محمد سالم الوالي العلوي.
- فريق تنظيم المتحدثين (بالإنجليزية: Speakers Organizing Team)‏ بقيادة سيدي الوالي العلوي.
- فريق التواصل الاجتماعي (بالإنجليزية: Social Media Team)‏ بقيادة السالك الداودي.
- فريق تنظيم المسرح (بالإنجليزية: Stage Preparation Team)‏ بقيادة مصطفى الدمناتي.
- فريق المصورين (بالإنجليزية: Photographers Team)‏ بقيادة حسن عفان.

## وصلات خارجية
- صفحة مؤتمر تيدإكس طرفاية بالموقع الرسمي لمؤسسة تيد العالمية